# SN 2012ac
SN 2012ac – supernowa typu Ia, odkryta 11 lutego 2012 roku w galaktyce A033433+1804. W momencie odkrycia, miała maksymalną jasność 18,6m.